# Hylaeus indecisus
Hylaeus indecisus är en biart som beskrevs av Cockerell 1929. Hylaeus indecisus ingår i släktet citronbin, och familjen korttungebin. Inga underarter finns listade i Catalogue of Life.